# Ursavini
Ursavini — викопна триба ссавців родини Ursidae (ведмеді). Тварини жили у Північній Америці, Європі, Африці та Азії в період від міоцену до пліоцену, приблизно від 23—2.5 млн років тому.
Хант (1998) та Джін та ін. (2007) визнали Ursavini належним до Ursinae і включили роди Agriotherium і Ursavus. Однак у статті, опублікованій у 2014 році про походження ведмедів, виявлено, що Agriotherium є ближче до сучасних ведмедів, і деякі види Ursavus можуть гарантовано належати до окремого, але спорідненого роду Ballusia.